# Simónides de Ceos

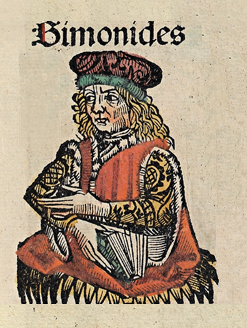
Simónides representado en la obra Las Crónicas de Núremberg.

Simónides de Ceos (griego antiguo: Σιμωνίδης ὁ Κεῖος; griego moderno: Σιμωνίδης ο Κείος. Yulis, isla de Ceos, ca. 556 a. C. - Siracusa, ca. 468 a. C.) fue un poeta lírico griego, creador de la mnemotecnia, y tío del también poeta Baquílides.

## Biografía
Perteneciente a una familia aristocrática, llegó a Atenas cuando gobernaba el tirano Hiparco, pero asesinado este en el 514 a. C., marchó a Tesalia. Allí se relacionó con la aristocracia gobernante, como los Escópadas de la ciudad de Cranón, quienes le hicieron de mecenas.
Vuelto a Atenas, cantó las hazañas de los griegos en la batalla de Maratón, con lo que se volvió muy popular. Terminó su vida en la corte del tirano de Siracusa (Sicilia) Hierón I, donde también estuvieron su sobrino y discípulo, el poeta Baquílides, y Píndaro. Se contaba que Simónides ayudó también en conversaciones de paz entre Hierón y Terón, tirano de Acragante. Fue enterrado en Acragante.

## Obra
Inquieto y polifacético, gozó de gran fama entre los griegos de todas las épocas, no en vano era profusamente citado. Muy viajero, y cosmopolita donde los haya, fue testigo de la gestación de la conciencia panhelénica de la Hélade y tal vez por esa circunstancia fue el poeta griego de mentalidad más abierta y de producción más variada a lo largo de los ochenta y siete años que vivió. Abarcó todos los géneros de la lírica coral. La tradición le atribuye haber sido el primero en cantar a hombres, no a dioses ni héroes; en este sentido también lo singulariza el saber humanizar los mitos como ningún otro poeta griego, por ejemplo el de Dánae y su hijo Perseo, abandonados en medio del mar en un arca flotante. Sabía cómo conmover a su público.
Escribió para diversos mecenas de la nobleza en gran variedad de metros y géneros: epigramas (principalmente epicedios como el de los trescientos espartanos de Leónidas I, e inscripciones votivas), elegías patrióticas y morales, peanes, bailes o hiporquemas, y obras de lírica coral, como himnos, odas, epinicios, trenos (como el dedicado a los Escópadas) y ditirambos, pero solamente una pequeña parte de su obra ha sobrevivido.
Fue el primero en configurar la estructura típica y tópicos del epinicio: el elogio al vencedor, muchas veces no al auriga, sino al propietario de los caballos y a sus parientes; el canto a su tierra de origen entroncado con el mito, y concluir con la gnome o frase sentenciosa que tanto impacto producía en el público. 
La Suda le atribuye la invención de cuatro letras del alfabeto griego (omega, eta, xi y psi: ω, η, ξ, ψ) y afirma que compuso también ditirambos y tragedias de las que se sabe muy poco, así como epigramas, entre los que solo se ha confirmado con seguridad es auténtico el dedicado a Megastias. 
También existen numerosísimas anécdotas sobre sus rasgos de carácter, en especial la tacañería, de la que llegó a hacerse figura proverbial. El origen de esta fama es muy posible que fuese el hecho de haber sido el primero en hacerse pagar los epinicios, que componía además para ser leídos en vez de ser declamados de memoria; por eso el comediógrafo Aristófanes se burlaba de él como prototipo de poeta profesional. Además comenta Cicerón en su De oratore que fue uno de los creadores de la mnemotecnia, en concreto por su técnica o sistema de localización de recuerdos que permitía a un orador recordar amplios discursos previamente compuestos por un logógrafo mediante su distribución sobre recuerdos-gancho establecidos con anterioridad. Dicha técnica la expone Quintiliano en su famosa Institutio oratoria y consiste en visualizar o situar mentalmente en los distintos sectores de un templo, muy conocido por el expositor, las distintas partes del discurso, trazando un itinerario según el orden que se requiera. Al parecer, en el año 500 a. C. estaba en un banquete cuando se ausentó brevemente, salvándose así de morir aplastado por el derrumbe del techo; y fue el único en poder reconocer los destrozados cuerpos de dichos comensales al recordar los lugares donde estaban sentados. 
También se suele recordar bastante en poética su afirmación de que «la poesía es pintura que habla y la pintura poesía muda», lo que se considera origen no solo del tópico literario horaciano de ut pictura poesis, sino de la concepción aristotélica de la literatura o arte como disciplina de hacer representaciones o imitaciones, esto es, de mímesis, lo que también entroncaría con sus ideas sobre mnemotecnia. Simónides marcaría entonces el momento en que el hombre griego descubre la imagen o metáfora, y con ello su propia imagen.
También es Simónides autor de una famosa definición de justicia, que se lee al comienzo del libro I de la República de Platón

la obligación de dar a cada uno lo que se le debe.